# Alessandro Gorini
Alessandro Gorini (Torino, 27 dicembre 1890 – Milano, 13 gennaio 1980) è stato un politico e militare italiano.

## Biografia
Si arruolò nel Regio Esercito nel 1911 e prese parte alla Guerra italo-turca in Tripolitania. Nella prima guerra mondiale combatté sul Carso come sottotenente con il 25º Reggimento dal 1915 al 1917, quando venne gravemente ferito e mutilato al volto, perdendo un occhio. Ricevette una medaglia di bronzo e una medaglia d'argento al valor militare. Per questo cavaliere dell'Ordine di Vittorio Veneto con decreto presidenziale del 25 gennaio 1969.
Fu uno dei fondatori dell'associazione nazionale mutilati di guerra e presidente della sezione di Milano.
Nel 1924 fu eletto deputato alla Camera del Regno per il Lista Nazionale. Riconfermato nel 1929 e nel 1934 per il Partito Nazionale Fascista. Dal 1929 al 1934 fu segretario dell'ufficio di presidenza della Camera. 
Ufficiale della Milizia Volontaria Sicurezza Nazionale dal 1930, prese parte come volontario alla guerra d'Etiopia al comando del 201º Battaglione "Legione Mutilati" della 6ª Divisione CC.NN. "Tevere", con il grado di seniore (maggiore). Ottenne una medaglia di bronzo al valor militare e promosso tenente colonnello per merito di guerra.
Dal 1939 al 2 agosto 1943 fu consigliere nazionale della Camera dei fasci e delle corporazioni.
Dopo l'8 settembre 1943 si rifugiò a Canzo e si dichiarò passato all'antifascismo.